# Strada statale 2 (Albania)
La strada statale 2 (in albanese Rruga shtetërore SH2) è una strada statale albanese che collega la capitale Tirana con il porto di Durazzo.

## Storia
Fu costruita nel 1991, subito dopo la caduta del comunismo in Albania, e fu la prima superstrada propriamente detta ad essere realizzata nel paese balcanico.

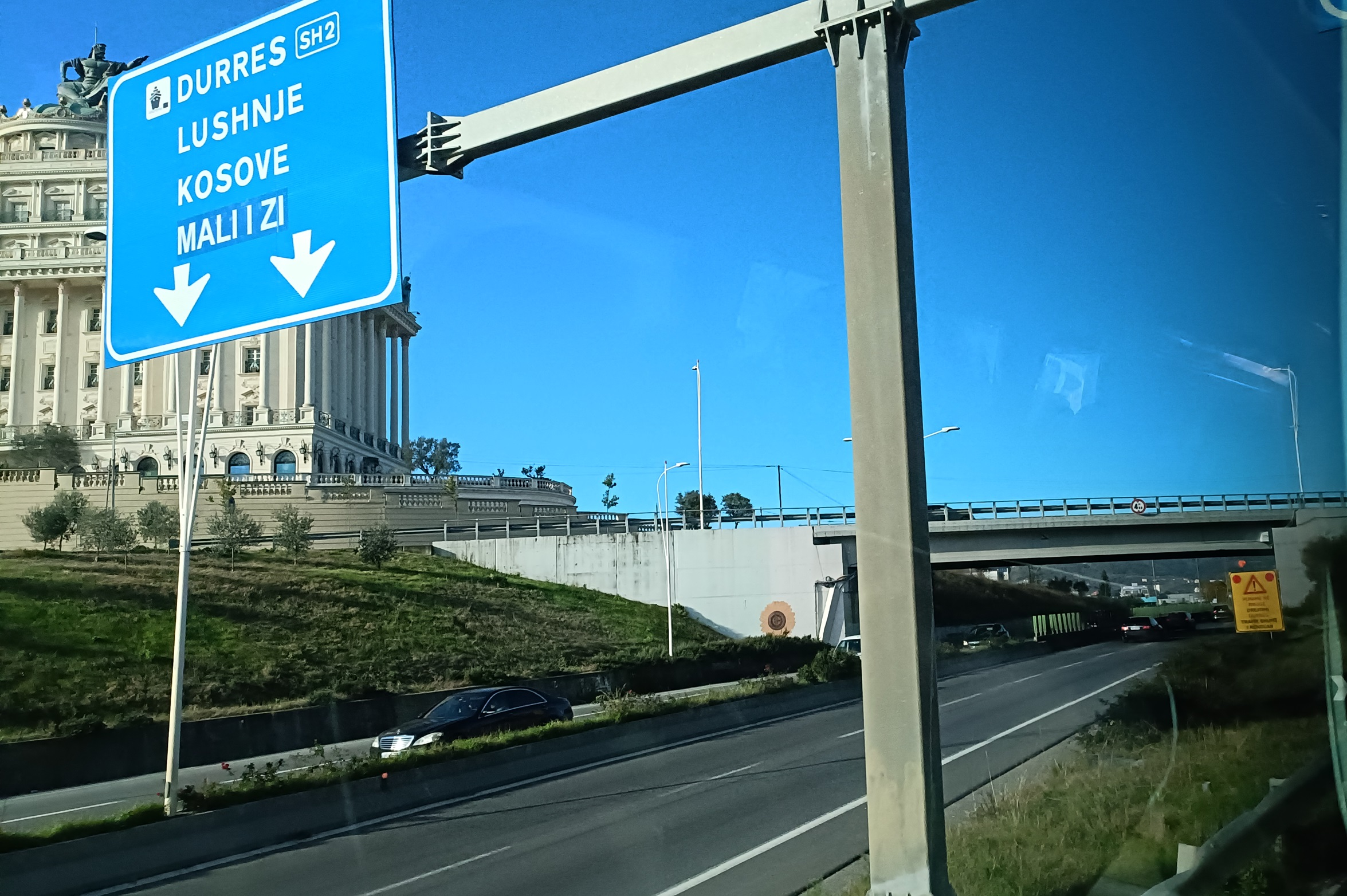
La SH2 nel 2023.